# Saint-Loubès
Saint-Loubès là một xã trong tỉnh Gironde, thuộc vùng Nouvelle-Aquitaine của nước Pháp, có dân số là 7090 người (thời điểm 1999). Xã nằm giữa thành phố Bordeaux và Libourne. Trong khi Saint-Loubès trong năm 1962 chỉ có 3.068 dân cư thì 1999 đã có dân số là 7.090 người.

## Nhân khẩu học
| 1962  | 1968  | 1975  | 1982  | 1990  | 1999  |
| ----- | ----- | ----- | ----- | ----- | ----- |
| 3 068 | 3 328 | 4 027 | 4 956 | 6 207 | 7 090 |